# ヴェレシュマルティ広場
座標: 北緯47度29分48秒 東経19度3分3秒 / 北緯47.49667度 東経19.05083度
ヴェレシュマルティ広場（ヴェレシュマルティひろば、洪:Vörösmarty tér）とは、ハンガリー共和国ブダペスト県ブダペスト市5区にある広場である。ギゼッラ広場（洪:Gizella tér）としても知られている。

## 概要
詩人のミハイル・ヴェレシュマルティに因んで名付けられ、ブダペスト市の中心部にある。小さい広場ではある物の、有名な広場であり、広場内にはヴェレシュマルティやライオンの像が配置されており、広場附近には高級喫茶店が立ち並んでいる。また、この広場附近にはアエロフロート・ロシア航空の支社も存在しており、広場から西に進むとドナウ川も見える。

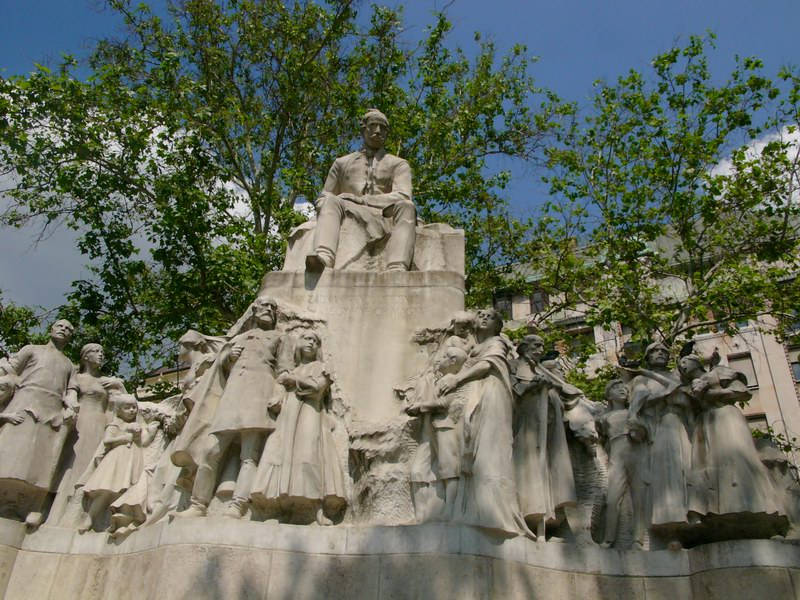
広場内にあるヴェレシュマルティの像
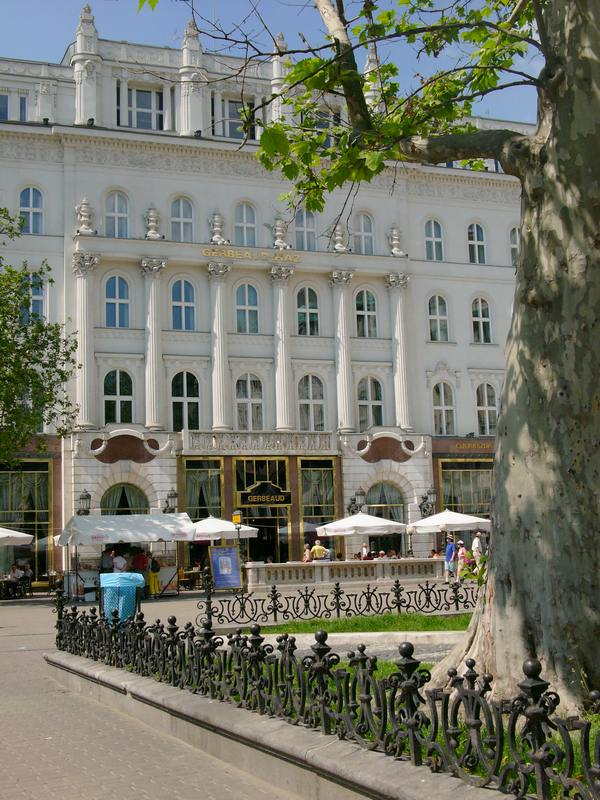
広場から臨む喫茶店の一つ

## 交通
- ブダペスト地下鉄1号線ヴェレシュマルティ広場駅 - 当広場地下